# Округ Ликинг (Охајо)
Ликинг (енгл. Licking County) је округ у америчкој савезној држави Охајо.

## Демографија
По попису из 2010. године број становника је 166.492, што је 21.001 (14,4%) становника више него 2000. године.
| Група             | 2000.           | 2010.           |
| Белци             | 138.498 (95,2%) | 153.811 (92,4%) |
| Афроамериканци    | 2.990 (2,1%)    | 5.701 (3,4%)    |
| Азијати           | 849 (0,6%)      | 1.237 (0,7%)    |
| Хиспаноамериканци | 1.107 (0,8%)    | 2.312 (1,4%)    |
| Укупно            | 145.491         | 166.492         |